# Yalıköy, Bulancak
Yalıköy là một xã thuộc huyện Bulancak, tỉnh Giresun, Thổ Nhĩ Kỳ. Dân số thời điểm năm 2011 là 610 người.